# Suzak (entreprise)
Pour les articles homonymes, voir Suzak.
Suzak (株式会社朱雀, Kabushiki-gaisha Suzaku) était une entreprise japonaise de développement de jeux vidéo basée au Japon. Elle a notamment été chargé du développement de Wario: Master of Disguise, F-Zero: Climax et F-Zero: GP Legend. Elle est déclarée en faillite le 17 août 2012.

## Jeux développés
- Shin Bakusou Dekotora Densetsu: Tenkatou Icchoujou Kessen (PlayStation 2)
- Kousoku Kidoutai: World Super Police (PlayStation 2)
- Rhythmic Star! (PlayStation 2)
- Kaiketsu Zorori Mezase! Itazura King  (PlayStation 2)
- Domo-kun no Fushigi Terebi (Nintendo, Game Boy Advance)
- F-Zero: GP Legend (Nintendo, Game Boy Advance)
- F-Zero: Climax (Nintendo, Game Boy Advance)
- Kaiketsu Zorori to Mahou no Yuuenchi Ohimesama wo Sukue! (Game Boy Advance)
- Shin Megami Tensei: Devil Children: Puzzle de Call (Game Boy Advance)
- Catan (N-Gage)
- Zekkyō Senshi Sakeburein (Nintendo, Nintendo DS)
- Far East of Eden II: Manji Maru (Nintendo DS)
- Wario: Master of Disguise (Nintendo, Nintendo DS)
- Boing! Docomodake DS (Nintendo DS)
- Dokapon Journey (Nintendo DS)
- Umihara Kawase Shun ~second edition~ Kanzenban (Genterprise, Nintendo DS)
- Wizardry: Seimei no Setsu (Genterprise, Nintendo DS)
- 開発中 (Nintendo DS)
- 開発中 (PSP)